# Oorlogsmonument Montpellier

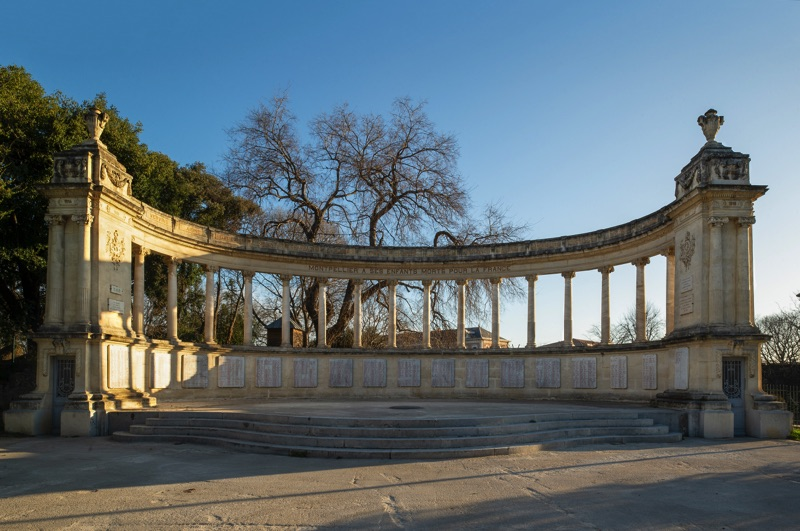
Oorlogsmonument voor de gesneuvelden van alle oorlogen (Montpellier)

Het Oorlogsmonument in Montpellier (departement Hérault) in Frankrijk is gelegen aan de Esplanade Charles de Gaulle. Het is een halve cirkel met Korinthische zuilen bovenop een muur met namen van gesneuvelde militairen uit Montpellier (1923).

## Historiek
In 1900 kocht de stad Montpellier het terrein van het Franse leger, dat destijds gekazerneerd was in de citadel. De stad maakte van het militair oefenterrein een esplanade.
Het monument zelf was oorspronkelijk opgericht in 1923 ter ere van de gesneuvelden van de Eerste Wereldoorlog. Dit verklaart de namen van 16 steden en plaatsen boven de zuilengalerij. Onder meer de IJzerstreek in België wordt vernoemd. Na de Tweede Wereldoorlog werden extra herdenkingsplaten aangebracht, onder de titels Honneur (Eer) en Patrie (Vaderland). Nog later volgden herdenkingsplaten van de Algerijnse Oorlog en elders in Frans Noord-Afrika, alsook andere vijandelijkheden. De actuele naam van het monument doelt op de gesneuvelden uit Montpellier in alle oorlogen: aux morts de toutes les guerres.
In 2018 kreeg het monument erkenning als monument historique van Frankrijk, zoals ook bij andere oorlogsmonumenten het geval was, 100 jaar na het einde van de Eerste Wereldoorlog.